# Vallespinoso de Aguilar
Vallespinoso de Aguilar es una localidad de la provincia de Palencia (Castilla y León, España) que pertenece al municipio de Aguilar de Campoo.

## Situación
Dista a 10 km de Aguilar de Campoo, la capital municipal, en la comarca de Campoo. La escasa población que en él reside se dedica a la agricultura, la ganadería, y el turismo rural. Tiene una altitud de 1004 m.

## Historia
En su término esta constatada la presencia de un castro prerromano atribuido a los cántabros
Desde la Edad Media al siglo XVIII, esta localidad estuvo integrada dentro de la Merindad Menor de Aguilar de Campoo. A la caída del Antiguo Régimen la localidad se constituye en municipio constitucional. En el censo de 1842 contaba con 17 hogares y 88 vecinos, para posteriormente, en aquella época fue anexionado a Barrio de San Pedro y posteriormente este último municipio, y con él Vallespinoso, se unió a Aguilar de Campoo.
- A mediados del siglo XIV en el Becerro de Behetrías se nombra lo siguiente a cerca de Vallespinoso de Aguilar:

 Valdespinoso. 
Este logar es solariego de don tello e es del alfoz de aguilar.
Derechos del rey.
Pagan al rey monedas e serbicios e fonsadera. 
Derechos de los señores. 
Dan cada año por martiniega al dicho don tello clx. marabedis. Danle mas por yantar xx. marabedises.
 Dan cada año al dicho don tello por infurcion cada año cada orne que es casado quatro celemines de pan por medio trigo e zeuada e quatro dineros e el orne e la muger que non son casados da cada vno la meitat desta dicha infurcion. 
Behetrías de Castilla, 1352

 VALLESPINOSO DE AGUILAR: l. agregado al ayunt. del Barrio de San Pedro, en la prov. y dióc. de Palencia (16 leg.), part. jud. de Cervera de Rio Pisuerga (4), aud. terr. y c. g. de Valladolid (24): SIT. en un pequeño valle y circundado de sierras: su CLIMA es frió, bien ventilado y sano. Consta de 23 CASAS de mala construcción; escuela por temporada concurrida por 12 niños, que dan una corta retribución a su maestro; para surtido dé los vec, hay buenas aguas: la igl. parr. (San Julián y Sta. Basilia) es de entrada. El TÉRM. confina por N. Foldada; E. Quíntanilla; S. Villaescusa y Becerril, y O. Perazancas: su TERRENO es muy quebrado y poco productivo: los CAMINOS son locales y muy malos: el CORREO se recibe de Aguilar. PROD.: trigo, cebada, centeno; ganado lanar y algún cabrío y vacuno, IND.: la agrícola, COMERCIO: la venta del sobrante de sus productos, POBL.: 17 vec, 88 alm. CAP. PROD.: 22,310 rs. IMP.: 669.
Diccionario geográfico-estadístico de España y sus posesiones de Ultramar, Pascual Madoz. Madrid, 1845

## Demografía
Evolución de la población en el siglo XXI
| Gráfica de evolución demográfica de Vallespinoso de Aguilar entre 2000 y 2020 |
|                                                                               |
| Población de derecho (2000-2020) según el padrón municipal del INE            |

## Equipamientos
- Atención Primaria: Consultorio Local (sólo algunos días).
- Zona básica de salud: Aguilar de Campoo
- Área de salud: Palencia

## Patrimonio

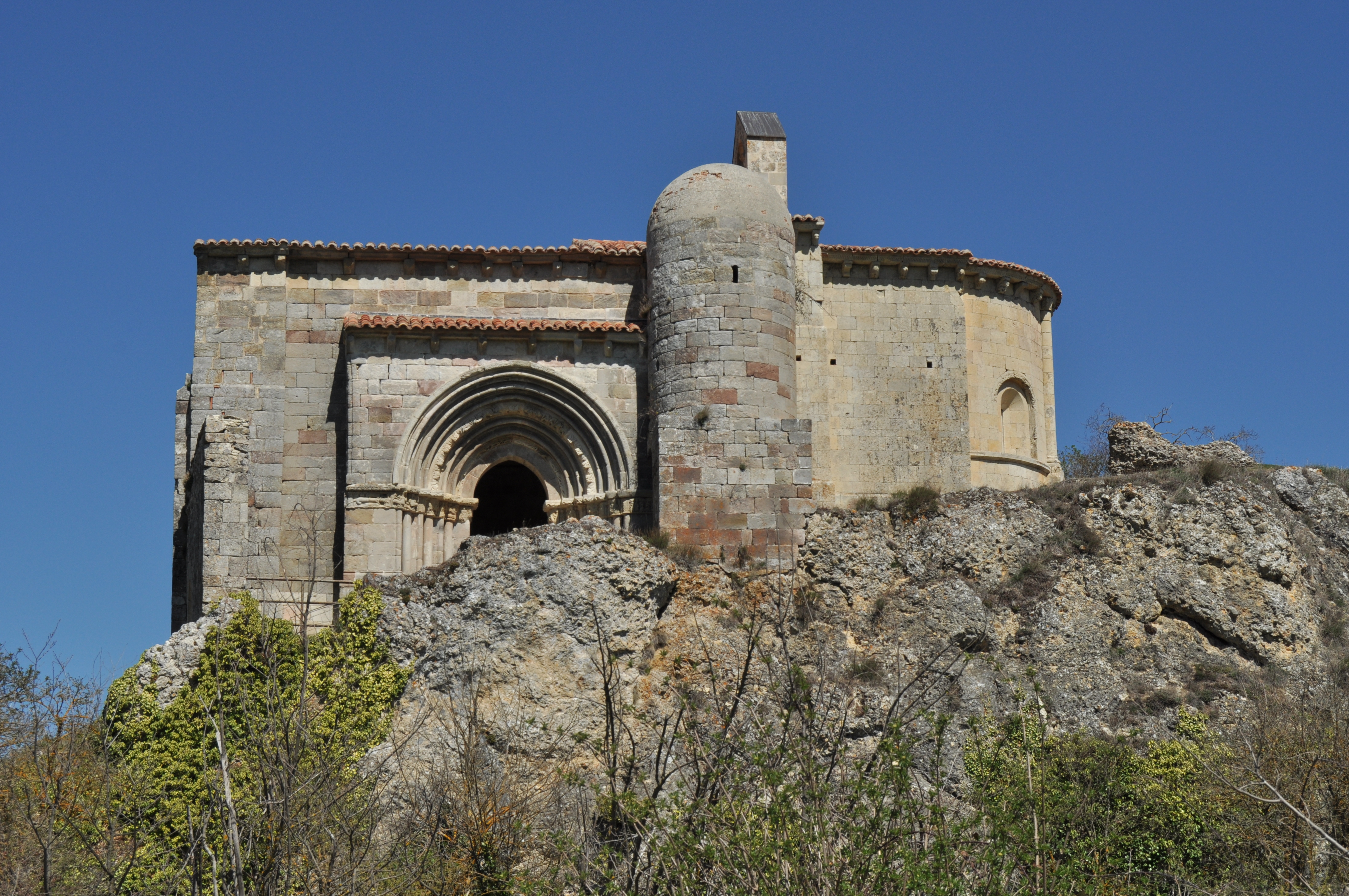
Ermita de Santa Cecilia

- Ermita de Santa Cecilia: Templo construido durante el siglo XII, es una de las edificaciones del arte románico más características de la región, y está declarado Monumento Histórico Artístico desde 1951. Santa Cecilia mantiene una relación de hermanamiento con las siguientes iglesias: Santa María la Mayor de Fuente Úrbel (Bu).

- Iglesia parroquial de Vallespinoso de Aguilar, dedicada a San Julián y Santa Basilisa. Se trata de un templo de estilo gótico, datado en el siglo XVI, localizado dentro del núcleo urbano. Su estructura consta de una sola nave dividida en tres tramos, que cuentan con bóveda de crucería estrellada. En el exterior destacan la espadaña donde se aloja el campanario y el pórtico de acceso con doble arco realizado en fábrica de ladrillo. En el interior del templo se conservan dos retablos barrocos. En el mayor de ellos se entronizan los santos titulares del templo, entre relieves que nos recuerdan la vida de Jesucristo. Asimismo, es reseñable la imagen de alabastro de Santa Cecilia, de estilo gótico.

## Fiestas
- 24 de septiembre Nuestra Señora de las Mercedes